# هيدروكسيد المنغنيز الثنائي
هيدروكسيد المنغنيز الثنائي هو مركب كيميائي لاعضوي صيغته Mn(OH)2، ويوجد في الشروط القياسية على هيئة صلب أبيض، وهو قابل لأن يصبح غامق اللون بسبب فعل الأكسدة.

## التحضير
يحضر المركب من تفاعل ترسيب بين محلول ملحي منحل للمنغنيز الثنائي مع محلول قلوي في وسط خال من أكسجين الهواء؛ مثلما هو الحال في تفاعل كلوريد المنغنيز الثنائي مع محلول هيدروكسيد البوتاسيوم.
{\displaystyle \mathrm {MnCl_{2}\cdot 4H_{2}O+2\ KOH\longrightarrow Mn(OH)_{2}+2\ KCl+4\ H_{2}O} }

## الخواص
يوجد المركب في الشروط القياسية على هيئة صلب أبيض، وتبدو العينات التجارية منه بلون أغمق بسبب فعل الأكسدة بواسطة أكسجين الهواء. لهيدروكسيد المنغنيز الثنائي انحلالية ضعيفة.
للمركب بنية بلورية من نمط بنية البروسيت.